# Glass Houses
《Glass Houses》는 1980년 3월 10일에 발매된 미국의 싱어송라이터 빌리 조엘의 일곱 번째 스튜디오 음반이다. 이 음반에는 《빌보드》 팝 싱글 차트 〈It's Still Rock and Roll to Me〉에서 조엘의 첫 번째 노래가 수록되어 있다. 이 음반 자체는 6주 동안 팝 음반 차트에서 1위를 차지했고 《빌보드》 1980년 연말 음반 차트에서 4위에 올랐다. 이 음반은 미국에서만 710만장의 판매고를 기록하며 1980년대 들어 41번째로 많이 팔린 음반이다. 1981년 조엘은 《Glass Houses》에 대한 그의 업적으로 "남자 록 보컬 퍼포먼스"로 그래미상을 받았다. 음악 평론가 스티븐 토마스 얼와인에 따르면, 이 음반은 펑크와 뉴 웨이브 움직임에 대응하여 조엘의 다른 작품에 비해 "어려운 음"을 특징으로 했다.

## 수록곡
모든 곡은 빌리 조엘이 작곡했다.
사이드 1
1. 〈You May Be Right〉 – 4:15
2. 〈Sometimes a Fantasy〉 – 3:40
3. 〈Don't Ask Me Why〉 – 2:59
4. 〈It's Still Rock and Roll to Me〉 – 2:57
5. 〈All for Leyna〉 – 4:15

사이드 2
1. 〈I Don't Want to Be Alone〉 – 3:57
2. 〈Sleeping with the Television On〉 – 3:02
3. 〈C'était Toi (You Were the One)〉 – 3:25
4. 〈Close to the Borderline〉 – 3:47
5. 〈Through the Long Night〉 – 2:43

## 인증
| 국가                                                  | 인증        | 판매량/출하량 |
| ----------------------------------------------------- | ----------- | ------------- |
| 오스트레일리아 (ARIA)                                 | 플래티넘    | 50,000^       |
| 캐나다 (뮤직 캐나다)                                  | 5× 플래티넘 | 740,000       |
| 홍콩 (IFPI 홍콩)                                      | 골드        | 10,000*       |
| 일본                                                  | —           | 317,000       |
| 영국 (BPI)                                            | 골드        | 100,000^      |
| 미국 (RIAA)                                           | 7× 플래티넘 | 7,000,000^    |
| *판매량을 기반으로 한 인증 ^출하량을 기반으로 한 인증 |             |               |